# Patto di non aggressione lituano-sovietico
Il patto di non aggressione tra Lituania e Unione Sovietica (in lituano: Lietuvos-SSRS nepuolimo sutartis) era un accordo bilaterale firmato tra i due Paesi il 28 settembre 1926.

## Contesto storico e ratifica
All'indomani della prima guerra mondiale, nel 1918, gli stati baltici avevano ottenuto l'indipendenza. Già qualche anno più tardi, Estonia, Lettonia e Lituania avevano stipulato degli accordi in date diverse che lasciavano trapelare intenzioni pacifiche da parte di Mosca:
- Estonia, trattato di Tartu del 2 febbraio 1920[3]
- Lituania, trattato di pace sovietico-lituano del 12 luglio 1920[3]
- Lettonia, trattato di Riga dell'11 agosto 1920[3]

In questi accordi, la Russia bolscevica rinunciava "per l'eternità" a qualsiasi rivendicazioni sui tre stati e i loro abitanti che in precedenza erano cittadini russi (poiché essi facevano parte dell'ex Impero russo, dissoltosi a seguito della rivoluzione del 1917).
Il patto stipulato tra Lituania e Unione Sovietica ribadiva tutte le disposizioni statuite dal trattato di Mosca del 1920. L'Unione Sovietica continuava a riconoscere Vilnius e la regione circostante come parte della Lituania, nonostante i territori fossero di fatto sotto il controllo polacco dall'ammutinamento di Żeligowski avvenuto nel 1920. Inoltre, i sovietici riconoscevano la legittimità delle pretese lituane sulla regione di Klaipėda. In cambio la Lituania accettava di non aderire ad alcuna alleanza nata in chiave anti-sovietica, il che significava isolare il Paese a livello internazionale, dal momento che l'Unione Sovietica non faceva parte della Società delle Nazioni. Le ratifiche furono scambiate a Kaunas (capitale provvisoria della Lituania) il 9 novembre 1926 e il patto divenne vigente dallo stesso giorno. Il patto fu registrato nell'elenco dei trattati della Società delle Nazioni il 4 marzo 1927.
La proposta del patto nacque per iniziativa dei lituani, i quali cercavano nuove strade per la politica estera dopo il patto di Locarno. I negoziati iniziarono il 25 dicembre 1925 quando il Commissario del Popolo per gli Affari esteri Georgij Čičerin sostò a Kaunas prima di far ritorno a Mosca. Le trattative furono difficili: la Lettonia e l'Estonia disapprovavano il patto perché impediva la creazione dell'Intesa baltica, mentre la Polonia sosteneva l'accordo violasse la pace di Riga. Dal canto suo, anche la Germania nutriva perplessità in merito alle rivendicazioni lituane nei confronti della regione di Klaipėda.
Il patto suscitò opinioni contrastanti in Lituania e la sua ratifica da parte del Seimas il 5 novembre 1926 provocò le proteste degli studenti contro la "bolscevizzazione" della Lituania. 
Poiché una delle rivolte fu dispersa con la forza, il patto viene talvolta incluso nel complesso delle motivazioni che hanno portato al colpo di stato militare nel dicembre 1926. Ad ogni modo, i diplomatici credevano che non far dimenticare alle potenze occidentali che la contesa sulla regione di Vilnius fosse ancora aperta ne valesse il prezzo. Il patto doveva in origine durare solo un lustro, ma il 6 maggio 1931 fu prorogato di altri cinque anni. Il 4 aprile 1934 vi fu una nuova proroga fino al 31 dicembre 1945. Una convenzione a parte fu firmata per definire "l'aggressione" il 5 luglio 1933. Il patto fu rotto il 15 giugno 1940 quando avvenne l'occupazione sovietica della Lituania.